# Korelace (zpracování signálu)
Korelace, resp. vzájemná korelace (cross-correlation), je důležitým operátorem v oblasti zpracování signálu. Určuje podobnost tvaru signálů. V lineární algebře odpovídá skalárním součinům.
Pro spojité signály je definována následovně.
{\displaystyle {\begin{aligned}(f\star g)(t)=R_{fg}(t)&=\int f^{*}(\tau )\,g(t+\tau )\,\mathrm {d} \tau \\&=\int f^{*}(\tau -t)\,g(\tau )\,\mathrm {d} \tau \end{aligned}}}
Symbol {\displaystyle ^{*}} značí komplexní sdružení.
A analogicky je definována pro diskrétní signály.
{\displaystyle {\begin{aligned}(f\star g)[n]=R_{fg}[n]&=\sum _{m}f^{*}[m]\,g[n+m]\\&=\sum _{m}f^{*}[m-n]\,g[m]\end{aligned}}}
Lze si všimnout podobnosti s konvolucí. Jeden operátor lze vhodně nahradit druhým.
Jako autokorelace se rozumí korelace {\displaystyle R_{ff}=(f\star f)}. Lze tak určit tzv. soběpodobnost signálu, tedy zda se např. signál v určitých periodách neopakuje.

## Vlastnosti
{\displaystyle R_{fg}(t)=R_{gf}^{*}(-t)}

## Ukázka výpočtu
Následuje ukázka výpočtu pro diskrétní signály {\displaystyle f} a {\displaystyle g}.
```
f = [2, 4, 5]
g = [3, 2, 7]
```

Pro {\displaystyle t=-1}:
```
      2   4   5
*                3   2   7
----------------------------
                 0   0   0   = 0
```

Pro {\displaystyle t=0}:
```
  2   4   5
*         3   2   7
-------------------
         15 + 0 + 0   = 15 
```

Pro {\displaystyle t=2}:
```
  2   4   5
*     3   2   7
-------------------
     12 +10 + 0    = 22
```